# Bayou

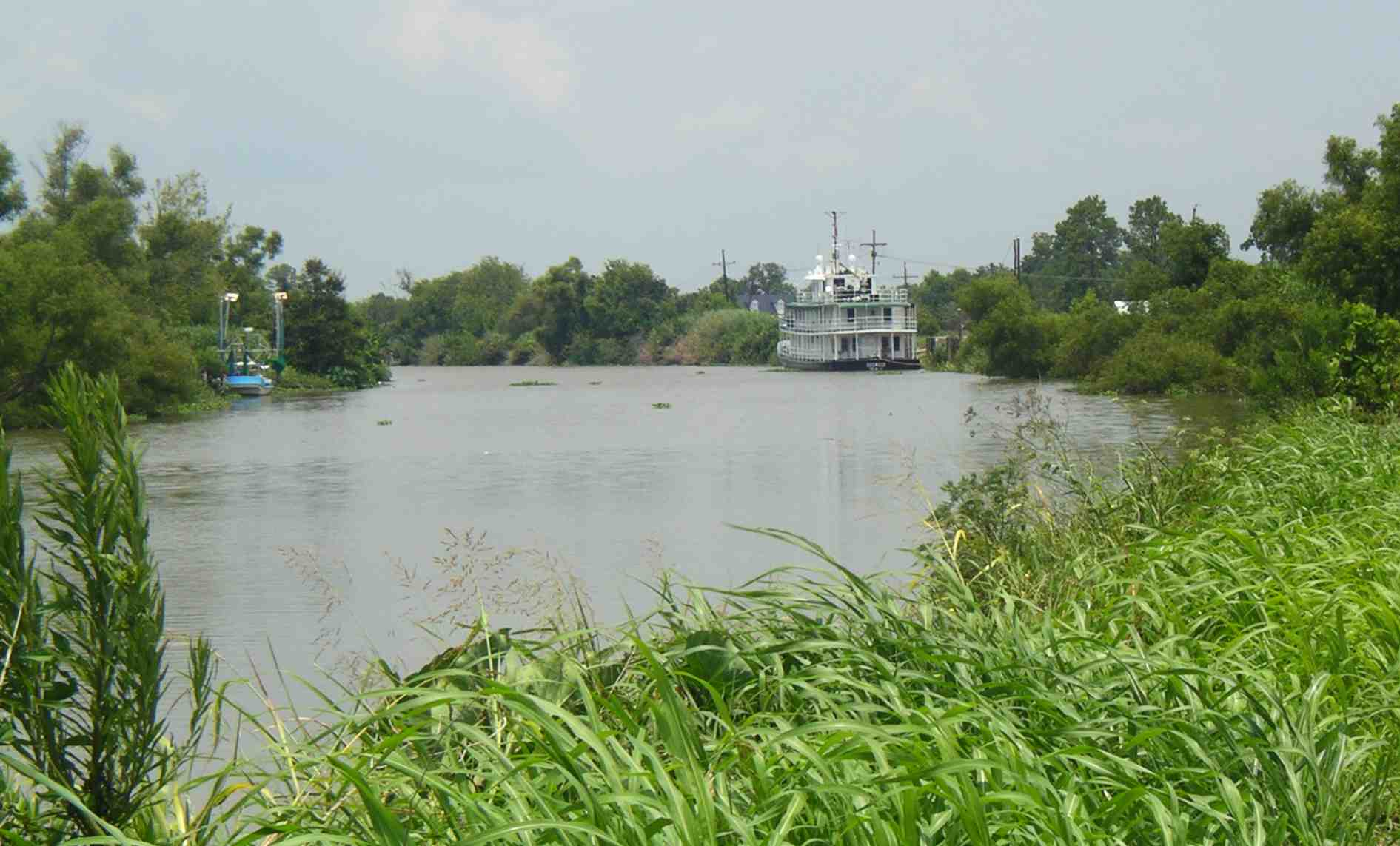
Bayou Lafourche, Louisiana

Az Amerikai Egyesült Államok déli részén bayounak nevezik az alacsony síkságok folyóinak, tavainak mocsaras, lassan mozgó vagy stagnáló ágait, holtágait, kiöblösödéseit. A bayoukat általában sekély víztükör, buja növényzet, és gazdag élővilág jellemzi; vizük lehet sós, édes, vagy a kettő keveréke. A bayou-rendszerek szigetvilágokat alakíthatnak ki az erdős partmenti vidékeken.
A bayou megnevezés a csaktó bayuk szóból ered, melynek eredeti jelentése patak; a 18. században francia közvetítéssel került az angol nyelvbe. Az úgynevezett Bayou Countryban számos kultúra keveredik: az őslakos csaktóké, a francia eredetű cajun és kreol bevándorlóké, az angol hódítóké, és a rabszolgaként behurcolt afrikaiaké.
A világ leghosszabb bayouja a Bayou Bartholomew; közel 600 kilométer hosszan kanyarog Arkansas és Louisiana államok területén. Híres még a Mississippi folyó torkolatrendszere, és a Houston melletti Buffalo Bayou.